# La Carneille
La Carneille is een plaats en voormalige gemeente in het Franse departement Orne in de regio Normandië en telt 485 inwoners (1999). De plaats maakt deel uit van het arrondissement Argentan.

## Geschiedenis
In het verleden telde de plaats tot 1.600 inwoners en na de Franse Revolutie werd het de hoofdplaats van een kanton.
Op 1 januari 2016 fuseerden de gemeente met Athis-de-l'Orne, Bréel, Notre-Dame-du-Rocher, Ronfeugerai, Ségrie-Fontaine, Taillebois en Les Tourailles tot de commune nouvelle Athis-Val de Rouvre.

## Geografie
De oppervlakte van La Carneille bedraagt 16,0 km², de bevolkingsdichtheid is 30,3 inwoners per km².
De onderstaande kaart toont de ligging van La Carneille met de belangrijkste infrastructuur en aangrenzende gemeenten.

## Demografie
Onderstaande figuur toont het verloop van het inwonertal (bron: INSEE-tellingen).
Athis-de-l'Orne · Bréel · La Carneille · Notre-Dame-du-Rocher · Ronfeugerai · Ségrie-Fontaine · Taillebois · Les Tourailles